# Zebil Island
Zebil Island (englisch; bulgarisch остров Зебил ostrow Sebil) ist eine in ostsüdost-westnordwestlicher Ausrichtung 510 m lange, 340 m breite und felsige Insel im Archipel der Südlichen Shetlandinseln. Sie liegt 0,44 km südwestlich des Kap Wallace und 1,3 km nordnordöstlich des Fernandez Point vor der Nordwestküste von Low Island.
Britische Wissenschaftler kartierten sie 2009. Die bulgarische Kommission für Antarktische Geographische Namen benannte sie 2013 nach der Ortschaft Sebil im Nordosten Bulgariens.